# Croton pottsii
Espèce
Croton pottsii est une espèce de plantes à fleurs du genre Croton et de la famille des Euphorbiaceae, présente de l'Arizona jusqu'au Texas et au Mexique.
Il a pour synonyme :
- Lasiogyne pottsii, Klotzsch
- Oxydectes pottsii, (Klotzsch) Kuntze

Il a aussi deux sous-espèces :
- Croton pottsii var. pottsii, qui a pour synonymes :
  - Croton corymbulosoides, Radcl.-Sm. et Govaerts, 1997
  - Croton corymbulosus, Engelm., 1878 (1879)
  - Croton eremophilus, Wooton et Standl., 1913
- Croton pottsii var. thermophilus, (M.C.Johnst) M.C.Johnst, 1960, ayant pour synonymes :
  - Croton corymbulosus var. thermophilus, M.C.Johnst, 1959
  - Croton thermophilus, (M.C.Johnst) B.L.Turner,